# Prionota (Plocimas) magnifica
Prionota (Plocimas) magnifica is een tweevleugelige uit de familie langpootmuggen (Tipulidae). De soort komt voor in het Palearctisch en Oriëntaals gebied.